# Real Madrid Club de Fútbol (femminile)
Il Real Madrid Club de Fútbol, noto semplicemente come Real Madrid e indicato anche come Real Madrid Femenino, è la sezione di calcio femminile dell'omonima società polisportiva con sede a Madrid. Fondata nel 2014 come Club Deportivo Tacón, la squadra ha assunto l'attuale denominazione a partire dalla stagione 2020-21 dopo la fusione per assorbimento con il Real Madrid.

## Storia
Il Club Deportivo Tacón (acronimo di Trabajo Atrevimiento Conocimiento Organización Notoriedad) viene fondato il 12 settembre 2014. Il 24 giugno 2016 si fonde con il Club Deportivo Canillas assorbendone la prima squadra femminile e la formazione Under-19. Dopo tre stagioni in Segunda División, secondo livello del campionato spagnolo, il CD Tacón vince i play-off nella stagione 2018-2019 e si guadagna la promozione in Primera División.
Il 25 giugno 2019 il Real Madrid annuncia di aver proposto ai soci della polisportiva la fusione per assorbimento con il CD Tacón a partire dalla stagione 2020-21. La proposta viene approvata il 15 settembre successivo. Il 1º luglio 2020 il Real Madrid comunica di aver completato i passaggi per la fusione con il CD Tacón.

## Allenatori
- 2016-2018: Marta Tejedor
- 2018-Nov. 2021: David Aznar
- Nov. 2021-: Alberto Toril

## Organico

### Rosa 2023-2024
Rosa, ruoli e numeri di maglia come da sito ufficiale, aggiornati al 23 novembre 2023.
| N. |                      | Ruolo | Calciatrice             |
| -- | -------------------- | ----- | ----------------------- |
| 1  | Spagna (bandiera)    | P     | Misa                    |
| 2  | Messico (bandiera)   | D     | Kenti Robles            |
| 3  | Spagna (bandiera)    | C     | Teresa Abelleira        |
| 4  | Spagna (bandiera)    | D     | Rocío Gálvez            |
| 5  | Spagna (bandiera)    | D     | Ivana Andrés (capitano) |
| 6  | Francia (bandiera)   | C     | Sandie Toletti          |
| 7  | Spagna (bandiera)    | D     | Olga Carmona            |
| 8  | Spagna (bandiera)    | C     | Maite Oroz              |
| 9  | Danimarca (bandiera) | A     | Signe Bruun             |
| 10 | Scozia (bandiera)    | C     | Caroline Weir           |
| 11 | Spagna (bandiera)    | D     | Oihane Hernández        |

| N. |                      | Ruolo | Calciatrice          |
| -- | -------------------- | ----- | -------------------- |
| 13 | Francia (bandiera)   | P     | Mylène Chavas        |
| 14 | Brasile (bandiera)   | D     | Kathellen            |
| 15 | Australia (bandiera) | A     | Hayley Raso          |
| 16 | Danimarca (bandiera) | A     | Caroline Møller      |
| 17 | Spagna (bandiera)    | A     | Carla Camacho        |
| 18 | Colombia (bandiera)  | A     | Linda Caicedo        |
| 20 | Francia (bandiera)   | A     | Naomie Feller        |
| 21 | Spagna (bandiera)    | C     | Claudia Zornoza      |
| 22 | Spagna (bandiera)    | C     | Athenea del Castillo |
| 23 | Danimarca (bandiera) | D     | Sofie Svava          |
| 24 | Svezia (bandiera)    | C     | Freja Siri           |

### Rosa 2022-2023
Rosa, ruoli e numeri di maglia come da sito ufficiale, aggiornati al 3 aprile 2023.
| N. |                    | Ruolo | Calciatrice             |
| -- | ------------------ | ----- | ----------------------- |
| 1  | Spagna (bandiera)  | P     | Misa                    |
| 2  | Messico (bandiera) | D     | Kenti Robles            |
| 3  | Spagna (bandiera)  | C     | Teresa Abelleira        |
| 4  | Spagna (bandiera)  | D     | Rocío Gálvez            |
| 5  | Spagna (bandiera)  | D     | Ivana Andrés (capitano) |
| 6  | Francia (bandiera) | C     | Sandie Toletti          |
| 7  | Spagna (bandiera)  | D     | Olga Carmona            |
| 8  | Spagna (bandiera)  | C     | Maite Oroz              |
| 9  | Spagna (bandiera)  | A     | Nahikari García         |
| 10 | Spagna (bandiera)  | A     | Esther González         |
| 11 | Scozia (bandiera)  | C     | Caroline Weir           |
| 12 | Spagna (bandiera)  | A     | Lorena Navarro          |

| N. |                      | Ruolo | Calciatrice          |
| -- | -------------------- | ----- | -------------------- |
| 13 | Francia (bandiera)   | P     | Méline Gérard        |
| 14 | Brasile (bandiera)   | D     | Kathellen            |
| 15 | Spagna (bandiera)    | D     | Claudia Florentino   |
| 16 | Danimarca (bandiera) | A     | Caroline Møller      |
| 17 | Spagna (bandiera)    | D     | Marta Corredera      |
| 18 | Spagna (bandiera)    | D     | Lucía Rodríguez      |
| 19 | Colombia (bandiera)  | A     | Linda Caicedo        |
| 20 | Francia (bandiera)   | A     | Naomie Feller        |
| 21 | Spagna (bandiera)    | C     | Claudia Zornoza      |
| 22 | Spagna (bandiera)    | A     | Athenea del Castillo |
| 23 | Danimarca (bandiera) | D     | Sofie Svava          |
| 24 | Svezia (bandiera)    | C     | Freja Siri           |

### Rosa 2021-2022
Rosa, ruoli e numeri di maglia come da sito ufficiale, aggiornati al 31 agosto 2021.
| N. |                     | Ruolo | Calciatrice                 |
| -- | ------------------- | ----- | --------------------------- |
| 1  | Spagna (bandiera)   | P     | Misa                        |
| 2  | Messico (bandiera)  | D     | Kenti Robles                |
| 3  | Spagna (bandiera)   | C     | Teresa Abelleira            |
| 4  | Germania (bandiera) | D     | Babett Peter                |
| 5  | Spagna (bandiera)   | D     | Ivana Andrés (capitano)     |
| 6  | Francia (bandiera)  | C     | Aurélie Kaci (vicecapitano) |
| 7  | Spagna (bandiera)   | A     | Olga Carmona                |
| 8  | Spagna (bandiera)   | C     | Maite Oroz                  |
| 9  | Svezia (bandiera)   | A     | Kosovare Asllani            |
| 10 | Spagna (bandiera)   | A     | Esther González             |
| 11 | Spagna (bandiera)   | A     | Marta Cardona               |

| N. |                      | Ruolo | Calciatrice          |
| -- | -------------------- | ----- | -------------------- |
| 12 | Spagna (bandiera)    | A     | Lorena Navarro       |
| 14 | Spagna (bandiera)    | A     | Nahikari García      |
| 15 | Spagna (bandiera)    | D     | Claudia Florentino   |
| 16 | Danimarca (bandiera) | A     | Caroline Møller      |
| 17 | Spagna (bandiera)    | D     | Marta Corredera      |
| 18 | Spagna (bandiera)    | D     | Lucía Rodríguez      |
| 20 | Spagna (bandiera)    | D     | Rocío Gálvez         |
| 21 | Spagna (bandiera)    | C     | Claudia Zornoza      |
| 22 | Spagna (bandiera)    | A     | Athenea del Castillo |
| 24 | Francia (bandiera)   | P     | Méline Gérard        |
|    | Spagna (bandiera)    | C     | Malena Ortiz         |